# Taocheng (socken i Kina)
Taocheng (kinesiska: 桃城乡, 桃城) är en socken i Kina. Den ligger i den autonoma regionen Guangxi, i den södra delen av landet, omkring 290 kilometer nordost om regionhuvudstaden Nanning.
Genomsnittlig årsnederbörd är 2 338 millimeter. Den regnigaste månaden är juni, med i genomsnitt 489 mm nederbörd, och den torraste är oktober, med 54 mm nederbörd.